# Biancavilla
Biancavilla (Biancavidda in siciliano) è un comune italiano di 22 892 abitanti della città metropolitana di Catania in Sicilia.

## Geografia fisica
Il comune è situato alle falde dell'Etna, a 513 metri sul livello del mare, a nord-ovest della città di Catania, su un lastrone magmatico che strapiomba sulla valle del Simeto a meno di 4 km in linea d'aria dal fiume.
È un comune appartenente al Parco dell'Etna ed è adiacente a quello dei Nebrodi. In giornate terse il panorama permette di distinguere le colline dell'alto Calatino.

### Territorio
Il territorio comunale, ovvero la parte maggiormente abitata, si estende lungo una zona di bassa montagna in una zona boscosa mentre tutto il territorio generalmente condivide la sommità dell'Etna in un punto geometrico teorico con altri nove comuni, in direzione sud-ovest, fino al fiume Simeto, e scorre come una lunga colata lavica dalla sommità dell'Etna con un dislivello complessivo di oltre 3.000 metri. Comprende 3 830 ettari del Parco dell'Etna a cui partecipano altri 10 comuni pedemontani. Confina a nord-ovest con il comune di Adrano, a nord-est con Ragalna e Belpasso, a sud-est con quello di Santa Maria di Licodia e Paternò, a sud-ovest con il comune di Centuripe.

### Clima
In base ai dati dell'Osservatorio Astrofisico di Catania il clima della cittadina è mediterraneo con caratteristiche continentali, con grandi estremi; la temperatura media nel mese di gennaio è di 4 °C, nel mese di luglio di 19 °C con una media annuale di 12 °C.
Biancavilla è caratterizzata da: autunni fino a novembre generalmente miti, ma che iniziano verso la fine del mese a portare pioggia e freddo; inverni freddi, con precipitazioni nevose talvolta anche a carattere di blizzard che durano giorni interi; le primavere sono abbastanza fresche, con piogge e non rare grandinate; infine le estati sono molto miti con temperature che nei valori estremi non arrivano solitamente oltre i 39 °C, e in questa stagione si hanno molte giornate di sole ma non è strano imbattersi in piogge, soprattutto durante i pomeriggi ad inizio e fine stagione. Le notti sono abbastanza fresche.
| Biancavilla                        | Mesi   | Mesi   | Mesi   | Mesi   | Mesi   | Mesi   | Mesi   | Mesi   | Mesi   | Mesi   | Mesi   | Mesi   | Stagioni | Stagioni | Stagioni | Stagioni | Anno |
| Biancavilla                        | Gen    | Feb    | Mar    | Apr    | Mag    | Giu    | Lug    | Ago    | Set    | Ott    | Nov    | Dic    | Inv      | Pri      | Est      | Aut      | Anno |
| ---------------------------------- | ------ | ------ | ------ | ------ | ------ | ------ | ------ | ------ | ------ | ------ | ------ | ------ | -------- | -------- | -------- | -------- | ---- |
| T. max. media (°C)                 | 9      | 13     | 13     | 19     | 18     | 23     | 25     | 26     | 19     | 18     | 12     | 9      | 10,3     | 16,7     | 24,7     | 16,3     | 17   |
| T. min. media (°C)                 | −1     | 4      | 1      | 5      | 8      | 11     | 14     | 14     | 11     | 10     | 7      | 1      | 1,3      | 4,7      | 13       | 9,3      | 7,1  |
| Eliofania assoluta (ore al giorno) | 5,2    | 5,7    | 5,8    | 7,6    | 8,9    | 10,2   | 11,5   | 10,9   | 8,6    | 6,3    | 6,0    | 4,9    | 5,3      | 7,4      | 10,9     | 7,0      | 7,6  |
| Vento (direzione-m/s)              | NE 4,6 | SW 4,9 | NE 4,9 | NE 4,7 | NE 4,3 | NE 4,1 | NE 4,1 | NE 4,1 | NE 4,5 | NE 4,5 | SW 4,3 | SW 4,8 | 4,8      | 4,6      | 4,1      | 4,4      | 4,5  |

### Geologia

#### Ignimbrite di Biancavilla-Montalto
Nelle vicinanze dell'abitato di Biancavilla, all'interno del Vallone San Filippo, a contatto con i cumulo - duomi del Monte Calvario, è presente il deposito lavico noto come ignimbrite di Biancavilla-Montalto, formatosi nel periodo pleistocenico a seguito di numerose stratificazioni eruttive dell'Etna.

#### Fluoro-edenite e rischio cancerogeno
Dalla fine degli anni '90 del Novecento, l'ISS ha avviato delle indagini a causa del riscontro di un elevato tasso di mesotelioma pleurico tra gli abitanti di Biancavilla. Una volta escluse le esposizioni professionali all’amianto da parte dei soggetti coinvolti, in un comune che all'epoca era prevalentemente dedito all'agricoltura, i ricercatori ipotizzarono una contaminazione a partenza dai materiali estratti dalla cava di Monte Calvario - alla periferia sud-est dell'abitato - fino ad allora largamente impiegati per la costruzione di abitazioni e strade.
Il territorio del Monte Calvario si caratterizza per una roccia particolarmente friabile, dunque più facile da estrarre e lavorare, costituita da lava benmoreitica, ricca di fluoroapatite. Estese indagini laboratoristiche permisero di individuare nei materiali della cava un nuovo minerale anfibolico, denominato fluoro-edenite, nel 2001 approvato dalla New Minerals and Mineral Names dell'International Mineralogical Association. Per le sue modalità di cristallizzazione di tipo asbestiforme, nel 2014 la IARC ha riconosciuto la fluoro-edenite come agente cancerogeno per l’uomo, inserendola nel Gruppo 1 (agenti sicuramente cancerogeni per l’uomo):
(IARC Monographs, Vol. 111. 2014.)
Dal 2001, con decreto ministeriale, Biancavilla è stata individuata come sito di interesse nazionale (SIN), una delle quattro aree della Regione Siciliana, dopo Milazzo, Gela e Priolo. Sono stati quindi avviati i lavori di bonifica e messa in sicurezza della ex-cava di Monte Calvario. Dal 2019, nell'ambito degli interventi previsti nel SIN, l'ASP di Catania ha inaugurato un ambulatorio di pneumologia e un punto informazione, al fine di promuovere misure di prevenzione primaria ed educare la cittadinanza sui rischi da esposizione a fluoro-edenite. Le misure di bonifica adottate hanno permesso di ridurre la concentrazione di fluoro-edenite nell’aria al di sotto della soglia di rischio indicata dall’OMS (1 fibra per litro d'aria). Tuttavia, si attende ancora il completamento dei lavori di bonifica per la restituzione dell'area agli usi civili.

#### Sismicità
La mappa di pericolosità sismica considera l'area di Biancavilla come zona a "pericolosità alta". Il territorio etneo è interessato sia da terremoti vulcanici, associabili a movimenti di masse magmatiche, che da terremoti tettonici; questi ultimi possono a loro volta risentire del campo di sforzi indotto dal vulcano.
Alle ore 02:34 CEST del 6 ottobre 2018, la città è stata colpita da un terremoto di magnitudo 4.8, con epicentro localizzato in territorio di Santa Maria di Licodia, a circa 1 km da Biancavilla. Il sisma ha comportato numerosi danni ad edifici scolastici, chiese ed abitazioni private.
Precedentemente, eventi di pari gravità si erano verificati nel maggio 1898 (magnitudo 4.0), nell'aprile 1984 (M 3.5). L'evento di maggiore magnitudo in area etnea, coinvolgente Biancavilla, risale al 20 febbraio 1818 (M 6.3).

## Origini del nome
Un gruppo di esuli albanesi bizantini (o di rito greco), giunti in Sicilia nel XV secolo a causa delle pressioni islamiste turco-ottomane, decise di cercare riparo nel territorio ispanico-aragonese di Sicilia sulle falde dell'Etna, fondando nel 1488 una propria comunità nota inizialmente come "Terra di Callicari". Il centro fu poi chiamato o noto come "Casale dei Greci", "Poggio Bianco" o in latino "Albavilla", per giunger poi, dal 1599, al nome di Biancavilla. Secondo alcuni il nome sarebbe un omaggio alla regina Bianca di Navarra, ma deriva in realtà dal colore bianco delle case che facevano contrasto col nero lavico della zona.

## Storia

### Età antica
Grazie all'abbondante presenza di sorgenti naturali e di grotte laviche, il territorio di Biancavilla fu abitato sin dal paleolitico superiore, dai Sicani prima, e dai Siculi dopo, come testimoniato dai reperti conservati presso il museo civico di Adrano ritrovati in diversi siti archeologici esistenti anche all'interno dell'attuale centro abitato, ma fu successivamente abbandonato.

#### Cultura di Castelluccio
Nel territorio di Biancavilla, insieme a quelli di Adrano e Paternò, sono stati rinvenuti insediamenti della cultura di Castelluccio, risalenti all'età del bronzo antico.
Gli insediamenti castellucciani etnei presentano delle peculiarità rispetto ai più estesi siti del territorio sud-orientale dell'isola. La prima differenza sostanziale riguarda il tipo di sepolcri, come notò l'archeologo Bernabò Brea:
[...] Molto frequentemente si utilizzarono come ossari le grotte di scorrimento lavico che non sono rare sui fianchi del vulcano.
[...] A Biancavilla entro una grotta di questo tipo di grandi dimensioni troviamo una vera necropoli di tombe a fossa ovale, circondate da muretti in pietrame a secco.»
(Luigi Bernabò Brea, La Sicilia prima dei Greci.)
Altra caratteristica distintiva della civiltà castellucciana etnea riguarda i tipi delle ceramiche. Sono state rinvenute infatti delle "anforette biansate a profilo accentuatamente carenato con una leggera decorazione ad angoli e tazze-attingitorio carenate".
Nel territorio di Biancavilla sono state esplorate le seguenti grotte: Origlio I e II, Filiciosa, Pozzillo, Argentieri, Spartiviali, Via Scutari. Diversi reperti archeologici emersi dagli scavi, sono oggi esposti nel Museo Comunale di Adrano.

### Età medievale

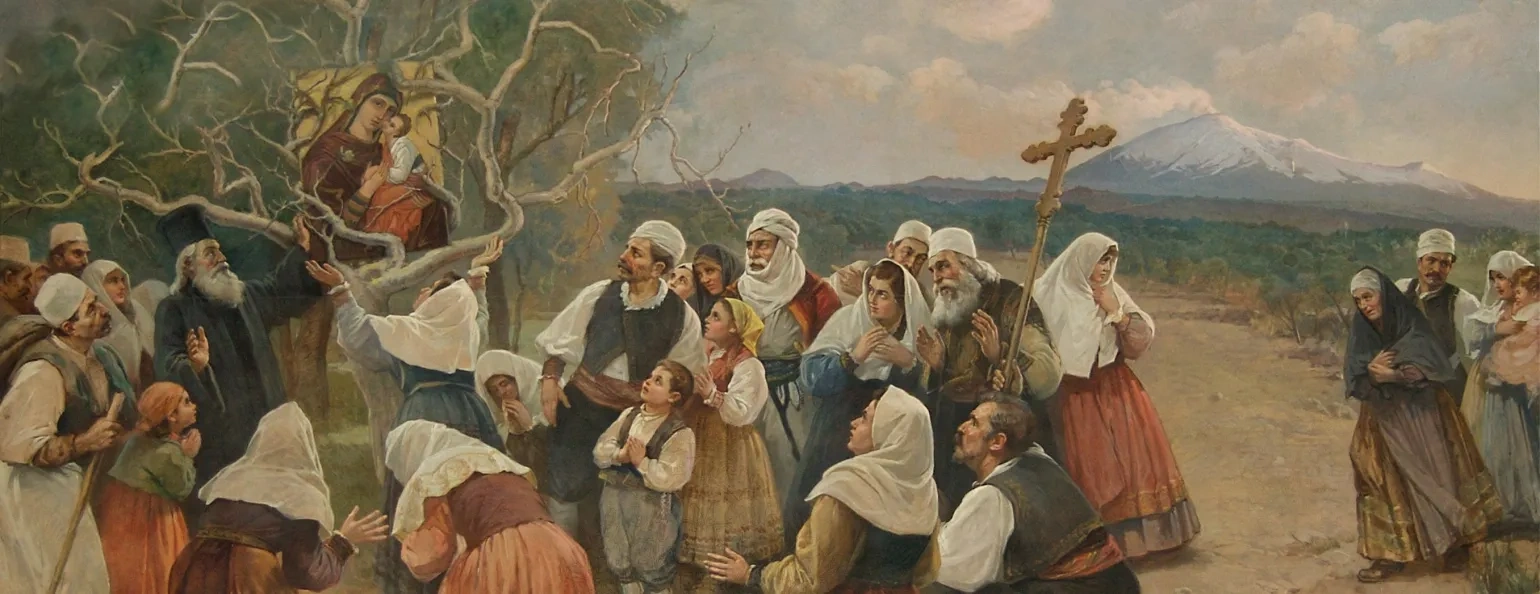
L'arrivo degli albanesi a Callicari

La fondazione dell'abitato risale al XV secolo, quando un gruppo di profughi albanesi di rito greco-cattolico provenienti dai Balcani (dall'Albania/Epiro e successivamente dalla Morea), guidati da Cesare Masi (Çezari Mëzi), ottennero il permesso di abitare nel sito, dal conte Giovanni Tommaso Moncada, il quale chiese e ottenne nel gennaio 1488 la licentia populandi dai presidenti del Regno di Sicilia Santapau e Centelles. Detto privilegio venne confermato nel 1501 dal conte Guglielmo Moncada e nel 1502 dal figlio Antonio. Successivamente, nel 1504 i tre privilegi furono redatti in forma pubblica con un nuovo atto, firmato dal giudice Ferdinando Marchisio e dal notaio Luigi Passitano, mentre è datata al 1568 la conferma di D. Cesare, figlio di D. Francesco, primo principe di Paternò.
La colonia fu insediata nella zona allora chiamata Callicari o Pojo Rosso, luogo probabilmente dell'antica Inessa. L'impiego della licentia populandi testimonia che il sito fosse precedentemente disabitato, a differenza di altre colonie albanesi di Sicilia professanti il rito greco. In pochi anni la colonia crebbe, grazie alle condizioni di privilegio concesse dai feudatari Moncada. Biancavilla fu sempre compresa nel feudo di Adernò e nel XVI secolo è citata col nome "latino" di "Casale dei Greci".
Gli albanesi, caratterizzati da rito greco-cattolico, portarono con loro l'icona della Madre di Dio dell'Elemosina, tuttora oggetto di devozione, e un reliquario d'argento con la statuetta e una reliquia di San Zenone. Non si conosce molto sull'attività civile e religiosa della colonia, poiché gli albanesi non lasciarono nessuno scritto, eccetto che mantennero il rito greco per circa più d'un secolo e che quando non esistette più un sacerdote per officiare il rito, veniva inviato annualmente un "papàs" da altre colonie albanesi in provincia di Palermo, per amministrare la Pasqua ai fedeli secondo i propri riti. La distanza da altri centri arbëreshë e le migrazioni di popolazioni di rito latino dai centri vicini, specie a seguito delle eruzioni etnee, portarono alla progressiva scomparsa di molte delle usanze e dei riti originari.

### Età moderna
Il comune di Biancavilla sostenne nel 1760 una lite nella Regia Gran Corte contro Adernò e Centorbi per controversie su l'aumento del territorio.
Il culto di San Placido, Patrono della città, si diffuse a Biancavilla nel XVII secolo, quando l'abate del vicino monastero di Santa Maria di Licodia nel 1602 alla chiesa madre cittadina le reliquie del santo, il cui culto si era diffuso in tutta la Sicilia, a seguito del rinvenimento a Messina di numerosi resti di martiri nella chiesa di San Giovanni Battista.
San Placido fu dichiarato patrono e protettore della terra di Biancavilla il 23 settembre 1709 dal vescovo di Catania Mons. Andrea Riggio, “per essere sfuggiti alla crudele strage (terremoto gennaio 1693 che distrusse Catania e tutta la Sicilia orientale) [...] perché in futuro [la terra di Biancavilla] non sia distrutta dall'eccidio del terremoto e [...] perché questa devozione rimanga salva nel ricordo dell'evento”.
Il Suo "patronato" si inserisce così a quelli più antichi "ab immemorabile" che la città ha riservato sin dalla sua fondazione alla Madonna dell'Elemosina e a San Zenone martire d'Arabia.
(Placido Bucolo)

### Età contemporanea
Nel corso del Seicento e del Settecento si forma una borghesia sufficientemente agiata, ma anche un forte bracciantato e un ceto contadino che si caratterizza per la forte politicizzazione, che sfociò nelle rivolte del 1848 e del 1860 per la questione delle terre demaniali. Biancavilla fu, infatti, uno dei comuni etnei più irrequieti, che prese parte a tutti i moti rivoluzionari e antiborbonici dal 1820 al 1860, evidenziando che la scena politica locale fu dominata principalmente dalla famiglia Biondi.
Il "Casino dei Civili" (oggi Circolo Castriota) fu simbolo contro cui si rivolse la rabbia popolare; le stesse caratteristiche ebbe la rivolta della "paglia" nel 1923. Nell'immediato dopoguerra si assistette ad un singolare avvenimento ricordato come "lo sciopero al contrario": ai contadini era stato intimato di lasciare alcune terre di proprietà del demanio, ma senza quelle terre tanta gente sarebbe stata costretta alla povertà; cosicché i contadini occuparono anche le terre fino ad allora lasciate libere, presidiandole con turni di lavoro anche notturni. Dopo qualche mese lo Stato, con decreto, lasciò quelle terre ai biancavillesi.
Il periodo successivo fu caratterizzato da eruzioni dell'Etna, da epidemie, dalla siccità e da diverse vicende belliche, che tuttavia interessarono solo marginalmente la città. Oggi Biancavilla è un importante centro di produzione e commercio di mandorle, uva, agrumi, mele ortaggi e fichi d'India. Estesi sono i boschi e i pascoli permanenti. Aziende artigiane operano nei settori alimentari, del vestiario, del mobilio, dei materiali da costruzione.

### Simboli
Lo stemma storico è stato riconosciuto con DCG del 15 aprile 1929. Stemma e gonfalone attuali sono stati poi concessi con DPR del 20 ottobre 1998.
Secondo l'articolo 5 dello statuto comunale lo stemma è composto dai seguenti simboli:
- Corona civica: sormonta l'intero scudo e rappresenta la municipalità di Biancavilla e il suo status di Comune autonomo sin dalla fondazione, avvenuta con i Privilegi dell'8-25 gennaio 1488.
- Sole radioso: situato nella parte alta dello scudo e immerso in un azzurro simboleggiante il cielo.
- Zolla di terra: situata in basso, simboleggia il territorio. Questo simbolo, assieme al sole radioso e al cielo azzurro, esalta il significato di Callicari (antico nome di Biancavilla) che, per l'appunto, in greco antico significa "bella contrada".
- Cavallo: rappresenta il cavallo dell'eroe nazionale albanese Giorgio Castriota Scanderbeg. Inoltre, assieme al cipresso, rappresenta lo stemma gentilizio di famiglia del primo Capitano (sindaco) albanese Cesare Masi.
- Cipresso: simboleggia l'albero al quale, secondo un'antica tradizione albanese, Giovanni Castriota, figlio dello Scanderbeg, legò il cavallo del padre e salpò verso l'Italia portando in salvo la madre e la sua gente minacciati dall'invasore turco-musulmano Maometto II.
- Torre: merlata di tre pezzi e finestrata, il simbolo dei Signori del luogo, i Conti Moncada.
- Croce greca: riafferma l'appartenenza dei padri fondatori albanesi alla fede cristiana greco-cattolica (o di rito bizantino).
- Nastro d'oro: sormonta la croce greca e reca la scritta "Scanderbeg", omaggio al grande guerriero albanese Giorgio Castriota, strenuo difensore della fede cristiana dall'islamismo.
- Corona di conte: sormonta il nastro e la croce greca. Simbolo della Contea di Adernò, in onore del conte Gian Tommaso Moncada che fece emanare dai Presidenti del Regno di Sicilia, Santapau e Centelles, l'8 gennaio 1488, il Privilegio che concedette ai profughi albanesi, capitanati dal nobile Cesare Masi, la terra di Callicari o Poggio Rosso. Nacque così il Casale dei Greci, oggi Biancavilla.

Nel gonfalone, costituito da un drappo di bianco, lo stemma riprodotto su petto d'aquila rappresenta il simbolo dell'eroismo, quello dimostrato in sommo grado dallo Scanderbeg (Giorgio Castriota), il quale non si piegò mai alla volontà dei nemici turchi e fu sempre vittorioso in tutte le battaglie contro di loro.

### Onorificenze
Le onorificenze assegnate alla città di Biancavilla in vari periodi sono elencate in:

## Monumenti e luoghi d'interesse

### Architetture religiose

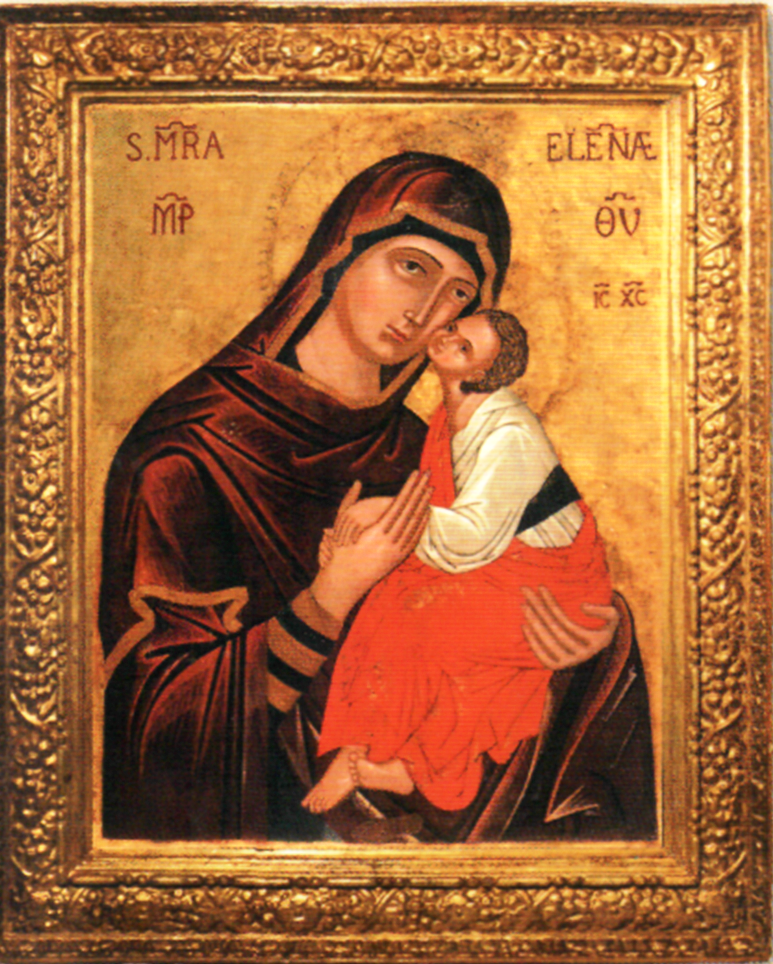
L'icona portata dagli esuli albanesi nel XV secolo di S. Maria dell'Elemosina, Patrona principale e Protettrice di Biancavilla

Le architetture religiose di Biancavilla sono state edificate principalmente in stile barocco siciliano, ma dal Settecento si determinò lo sviluppo ancora attuale, soprattutto nelle chiese dove è conservato la maggior parte del patrimonio artistico, con edifici risalenti ai primi dell'Ottocento e altre architetture appartenenti alla fine del Novecento:
- Basilica di Santa Maria dell'Elemosina,
- Chiesa di Santa Maria del Rosario,
- Chiesa dell'Annunziata,
- Chiesa della Beata Vergine Maria delle Grazie;
- Chiesa dell'Immacolata alla Badìa (chiusa al culto),
- Chiesa di Santa Maria della Mercede,
- Chiesa di Santa Maria dell'Odigitria (Idria),
- Chiesa e convento San Francesco d'Assisi,
- Chiesa di Sant'Orsola,
- Chiesa dei Santissimi Nomi di Gesù e Maria,
- Chiesa di San Giuseppe allo Spasimo,
- Chiesa di Sant'Antonio da Padova;
- Chiesa di San Gaetano,
- Chiesa e Monastero di Santa Chiara,
- Chiesa di Cristo Re Nostro Signore in Casina,
- Chiesa del Sacro Cuore di Gesù,
- Chiesa delle Anime Sante (del Purgatorio),
- Chiesa del Santissimo Salvatore,
- Chiesa ed Eremo di Santa Maria in Vallelato,
- Cappella dell'Istituto di Maria SS. Ausiliatrice,
- Cappella dell'Istituto di Sant'Angela Merici,
- Cappella del Seminario minore arcivescovile,
- Cappella della Santissima Trinità in Croce al Vallone,
- Cappella dell'Opera Cenacolo di Cristo Re.

### Architetture civili

#### Ville
Villa delle Favare, residenza signorile settecentesca ubicata al limite del centro storico, nel quartiere "Casina", appartenuta al marchese Ugo delle Favare. Dopo anni di abbandono, nel 2008 venne acquistata dal Comune di Biancavilla, quindi restaurata e riaperta al pubblico. Oggi è sede della Biblioteca comunale e del Gal Etna; ospita mostre, esposizioni, attività organizzate da associazioni del territorio.

#### Palazzi
- Palazzo Bruno, elegante edificio ottocentesco di via Vittorio Emanuele, casa natale del poeta Antonio Bruno.
- Palazzo Portale-Cantarella, fine XIX - inizi XX secolo, piazza Roma. Sul retro del palazzo, si trova un orto botanico, creato a partire dal 1825 dal naturalista e cultore di antichità Salvatore Portal, da cui deriva il nome del quartiere Supra l’Ortu, sito a nord di piazza Roma.
- Palazzo Salomone, XVII secolo, dietro la Matrice.
- Palazzo Ciraolo, XVIII secolo, via Vittorio Emanuele.
- Palazzo Portale-Levi, XVIII sec, sopra ex-Arco Portale, oggi via Preside Caruso.
- Palazzo Spampinato, XIX secolo, via Alcide De Gasperi.
- Palazzo Giuliano, XIX secolo, via Vittorio Emanuele.
- Palazzo Milone, XIX secolo, via Vittorio Emanuele.
- Palazzo Portale-Ciraulo, XVIII secolo, via Vittorio Emanuele.
- Palazzo Uccellatore, XVIII - XIX secolo, via Mongibello.
- Palazzo Spina, XIX secolo, via Vittorio Emanuele.
- Palazzo Sciacca, XIX secolo, via Vittorio Emanuele.
- Palazzo Scaramelli, XIX secolo, Piazza Collegiata.
- Palazzo Raspagliesi, XIX secolo, via Vittorio Emanuele. Ha custodito il simulacro della Madonna Addolorata fino al 1859.

#### Mulini ad acqua e acquedotti
A valle dell'abitato di Biancavilla si trovano i ruderi di cinque antichi mulini ad acqua, coi relativi acquedotti (in siciliano saje). Alcuni di questi ultimi sono impiegati ancora oggi per il trasporto dell'acqua, proveniente dalle sorgenti Cartalemmi e Fontana vecchia.
I mulini vennero costruiti a partire dal XVI secolo per volontà di Antonio Moncada, conte di Adernò e principe di Paternò, nipote di Giovanni Tommaso Moncada, colui che permise l'insediamento dei profughi albanesi che fondarono Biancavilla.
Erano utilizzati per macinare grano e legumi, in particolare ceci, fave e lenticchie.
Partendo dal più alto in quota, e procedendo da nord a sud, i mulini sono i seguenti:
- mulino di Rollo: rimane ancora integra la parte relativa all'acquedotto e una porzione della stanza della macina; ancora oggi è attraversato dall'acqua. La struttura è per gran parte circondata da abitazioni private.
- mulino della Fontana vecchia: sito nell'omonimo quartiere, in passato area industriale con diversi opifici per il lavoro di diversi materiali (cotone, lino, pelli, etc.), come testimoniato dall'unica ciminiera superstite in paese. Del mulino è ancora presente il rudere della stanza della macina, non più visibili porzioni quali la tramoggia o il ponte di attacco della botte. A livello del mulino della Fontana vecchia si riversavano anche le acque provenienti dalla sorgente Fontana vecchia o acqua dei quattro cannoli, raggiungendo una portata complessiva di 18 l/s. Il quartiere sito sopra la Fontana vecchia, chiamato Sajola, prende appunto il nome dal corso d'acqua che vi scorre.
- mulino dello Spasimo: sito in corrispondenza dell'attuale via Scirfi, prendeva il nome dalla chiesetta della Madonna dello Spasimo, chiusa al culto nel 1911, della quale oggi restano solo alcuni resti. Il mulino è andato completamente distrutto; nell'area che lo ospitava è presente oggi un'abitazione privata.
- mulino di Mezzo: poco più in basso del mulino dello Spasimo, si trova quello di Mezzo, ancora oggi ben conservato.
- mulino Ultimo o di Ciappe: unico dei cinque mulini ad essere di proprietà del Comune di Biancavilla, ancora oggi conserva l'acquedotto integro, che permette il passaggio dell'acqua.

## Società

### Evoluzione demografica
La demografia ISTAT della città fino al 2011:
Abitanti censiti

### Etnie e minoranze straniere
Secondo i dati ISTAT risalenti al 1º gennaio 2021, i cittadini residenti a Biancavilla e provenienti da altri Paesi sono 503, rappresentando il 2,2% della popolazione residente.
Le prime cinque comunità sono risultate quelle provenienti da:
- Romania (totale 257, 51.09%)
- Albania (totale 106, 21.07%)
- Marocco (totale 65, 12.92%)
- Tunisia (totale 18, 3.58%)
- Cina (totale 12, 2.39%)

La comunità musulmana, ben integrata nel territorio, dispone di un proprio luogo di culto. Nel 2020 è stata infatti inaugurata una moschea, dedicata a Maryam in omaggio al culto biancavillese per la Madonna dell'Elemosina, anche con l'intento di avviare un dialogo interculturale e interreligioso.

## Tradizioni e folclore

### Pasqua
Le celebrazioni si aprono con la processione mattutina della Domenica delle Palme. Alle 19:00 viene rappresentata per le vie del centro storico la Via Crucis vivente, a cura della famiglia francescana cittadina, che si conclude con la rappresentazione della Resurrezione.
Il Giovedì santo, dopo la concelebrazione eucaristica "in coena Domini", si tiene la processione de I cruciddi, cioè la visita ai sepolcri delle chiese cittadine, che si conclude di notte.
Il Venerdì Santo, alle 6:00 del mattino, dalla Chiesa del Purgatorio prende avvio la lunga processione del simulacro settecentesco in cera dell'Addolorata che, lungo il tragitto, fa sosta in tutte le chiese del centro urbano, nella Casa di riposo e nell'Ospedale biancavillese. La processione si conclude alle 13:00, quando all'interno della Chiesa Madre, la Madre Addolorata trova il Figlio morto. L'antico simulacro settecentesco del Cristo morto, dotato di arti snodabili e posto inizialmente su una croce, nel tardo pomeriggio, al termine della solenne Azione liturgica della Passione nella Chiesa Madre, viene staccato dalla croce e deposto in un'urna, nel corso dell'antico rito chiamato per l'appunto "a scisa da cruci" ("la discesa dalla croce"). All'imbrunire prende avvio la processione dei "Tri Misteri" (dal 2008 inserita nel Registro delle Eredità Immateriali della Regione Siciliana, istituito sotto l'altro patrocinio dell'UNESCO); il nome fu dato all'inizio del XVIII secolo, quando i simulacri che vi prendevano parte erano solo tre (il Cristo alla colonna, l'Ecce Homo e il Cristo morto), accompagnati dalle confraternite più antiche (quella del Rosario, dell'Annunziata e del SS. Sacramento). Nei secoli successivi sono divenuti sette ed, infine, otto (a partire dal 2010). Tutti gli otto fercoli vengono portati a spalla dai membri delle confraternite cittadine ed escono uno alla volta dalle chiese in cui sono custoditi durante tutto l'anno.
Il Sabato Santo, durante la veglia pasquale in Chiesa Madre, allo scoccare della mezzanotte e al canto del gloria, il simulacro del Cristo risorto fa il suo solenne ingresso nella navata maggiore della basilica attraversando la porta centrale. Contemporaneamente, nella chiesa dell'Annunziata si svolge l'antico rito della "Cascata da tila": il grande telone con i simboli della Passione che nasconde l'abside centrale della chiesa durante la Settimana Santa viene fatto cadere al suolo rivelando sull'altare maggiore la statua del Risorto.
La Domenica di Pasqua i riti esterni della Settimana Santa si concludono con la processione per il cosiddetto "giro dei santi" dei simulacri del Cristo risorto (protagonista dell'ingresso in Chiesa Madre nella notte precedente e portato a spalla dai membri della confraternita del SS. Sacramento), della Madonna e dell'Arcangelo Gabriele (che escono dalla chiesa dell'Annunziata e sono portati a spalla dai membri della omonima confraternita): per due volte lungo il tragitto, nelle piazze Collegiata e Annunziata, le statue del Cristo e della Madonna vengono fatte avvicinare l'una all'altra fino a sfiorarsi simulando un "bacio" che sancisce il momento culminante della processione, chiamata "A paci" (La pace). Il simulacro dell'Angelo esce per primo di buon mattino dalla chiesa dell'Annunziata accompagnato dalle marce della banda e si reca nella Matrice, all'interno della quale è custodita la statua del Risorto. La statua dell'Angelo, adorna di fave (faviani), tipico frutto primaverile, viene portata in processione con la tradizionale andatura (la cosiddetta "ballata") ed è preceduta dalle confraternite Del Sacramento e dell'Annunziata con in testa i rispettivi stendardi. Dopo aver raggiunto la Matrice una prima volta, l'Angelo ritorna nella chiesa dell'Annunziata, dove incontra la statua della Madonna. I due simulacri ritornano quindi dinanzi alla Chiesa Madre dove li aspetta la statua del Cristo resuscitato, che viene portata sul sagrato, in piazza Collegiata. Proprio davanti alla chiesa avviene l'incontro con la Madre. La processione prosegue per il giro dei santi.

### Gastronomiche
Le tradizioni gastronomiche tramandano la preparazione delle conserve, come le olive, i capperi e i carciofi sott'olio e sott'aceto preparate per le festività Pasquali. La tradizione è anche nell'uso dei buttigghi, una passata di pomodoro preparata tra agosto e settembre, fatta in casa, alla cui produzione partecipano tutti i componenti familiari. Il Lunedì dell'Angelo segna la fine delle festività minori e viene festeggiata con la manciata, un fastoso pranzo tra amici e parenti, con doppi primi piatti, tripli secondi piatti a base di carne e i dessert.
Le farine tratte da legumi venivano impiegate al posto di quelle derivate dal grano, specie in corso di carestie, per cucinare i frascatuli, una sorta di polenta siciliana.

### San Giuseppe
Numerosi i riti e le tradizioni connesse alla devozione di San Giuseppe, molte delle quali ad oggi scomparse.
Il 19 Marzo, una tradizione tuttora praticata è quella di offrire riso (preparato con ceci e finocchietto selvatico) alle famiglie del vicinato.
Nella chiesa di San Giuseppe, in Chiesa Madre e presso l’Unione Operai (per un sodalizio istituito nel 1880) ancora oggi si distribuisce il pane benedetto dal sacerdote (pani di San'Gnuseppi).
In passato si svolgeva una festa in onore di San Giuseppe, il 16 maggio, che prevedeva la processione dei simulacri della Sacra Famiglia (giru de' santi) e una fiera. Le statue erano adornate con mazzi di fave, spighe di grano e rose. I devoti, per ex voto, offrivano pane, pasta, riso, fave o altri legumi, candele e fiori. Al termine della festa era previsto l'albero della cuccagna ('a 'ntinna).
Altre tradizioni connesse a San Giuseppe, ma ormai scomparse:
- vastunedda di San'Gnuseppi: in occasione dei primi passi di un bambino, si era soliti preparare una pagnotta a forma di bastone, per nove giorni consecutivi, da offrire al primo ospite che avesse fatto visita in quella giornata, al quale si richiedeva poi di recitare una preghiera, come auspicio per il bambino affinché potesse al più presto iniziare a camminare.
- 'i virgineddi: il 19 marzo o il 16 maggio, si invitavano a pranzo delle giovinette (di solito in numero di dodici), offrendo loro numerose portate (fino a tredici), per sciogliere i voti fatti a San Giuseppe, protettore delle nubili.

### San Martino
Il giorno di San Martino si spilla il Vino novello prodotto dalle vendemmie dell'anno nei vigneti delle contrade a nord della città. Il vino locale (vinu de vigni) è prodotto ancora nei secolari palmenti, ed ha una gradazione alcolica moderata. Viene da cultivar di antico lignaggio, è di colore rosso cupo e rosato, denso e pastoso con profumi delicati non aspri. Viene maturato ancora in botti di rovere del XVI secolo.
La prima degustazione del vino avviene in boccali di terracotta, accompagnato da biscotti secchi (ad esse).

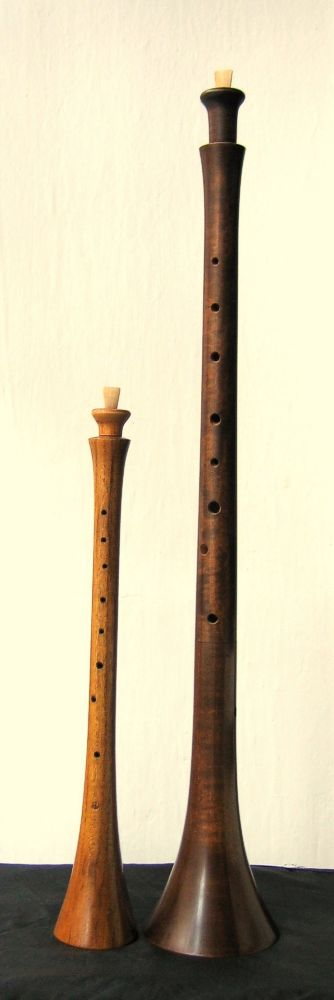
La Ciaramella per le novene

### Falò
Fino agli anni '30 del Novecento, si praticavano ancora dei falò per Sant'Antonio e per San Biagio.

### Le novene e lecone
Nei nove giorni che precedono il Natale, molto diffusa a Biancavilla è la tradizione delle novene natalizie, ancora oggi praticata sebbene in forme differenti e in misura minore rispetto al passato.
I canti tradizionali, in vernacolo siciliano, riprendono quelli classici della tradizione natalizia. In passato erano accompagnati da suonatori di zampogna e ciaramella, trombe, flauti, marranzano e strumenti a percussione; da diversi anni sono tenute da membri della banda cittadina. Sono generalmente cantati davanti a presepi o altarini, quest'ultimi abbelliti con corone di fiori e frutta (cone). Per l'allestimento dell'altarino (tareddu) si utilizzano arance, mandarini, fichi d'india, frutta secca, pungitopo, alloro, mirto e molto altro. In passato erano spesso propiziati con offerte devozionali .
I gruppi religiosi e le confraternite
- Ordine Francescano Secolare
- Gioventù Francescana
- Ordine dei Frati Minori
- Ordine Suore Clarisse
- Figlie di Maria Ausiliatrice
- Associazione "Ex Allieve"
- Arciconfraternita "Santissimo Sacramento"
- Arciconfraternita SS. Rosario
- Arciconfraternita dei Bianchi
- Associazione "Maria SS. dell'Elemosina"
- Circolo "San Placido"
- Confraternita San Giuseppe
- Confraternita Sant'Antonio
- Confraternita della Mercede
- Confraternita Annunziata
- Associazione "B.V.M. del Monte Carmelo"
- Associazione "San Pasquale Baylon"
- Confraternita S.Maria dell'Idria

## Cultura

### Architettura
L'architetto milanese Carlo Sada, autore di numerosi progetti nel capoluogo etneo, progettò per la Basilica collegiata Maria SS. dell’Elemosina sia la torre campanaria (la più alta della provincia di Catania), che il prospetto; suoi sono inoltre i prospetti della Chiesa di Santa Maria Annunziata e della Chiesa di Santa Maria del Rosario.

### Arte
Un'icona bizantina della Madonna dell'Elemosina (o della Misericordia), che la tradizione ininterrotta vuole sia stata portata dai profughi albanesi, è detta "di San Luca" e ha il volto dal colorito bruno, insieme ad un reliquiario d'argento di san Zenone, ad una croce di legno, e una campana.
L'abside della chiesa di Santa Maria dell'Elemosina, la principale del comune, ha interessanti affreschi storici-religiosi di fine Ottocento sulla vicenda della fondazione degli esuli albanesi che costruirono il centro. 
Diverse strutture religiose ospitano affreschi del pittore Giuseppe Tamo da Brescia.

### Teatro
Nel Seicento, su impulso di alcune accademie teatrali (soprattutto La Fenice e i Rinnovati e gli Audaci) nacque il pensiero di mettere in vivo le proprie opere attraverso la rappresentazione teatrale e la costruzione di un teatro, il Teatro "La Fenice". Situato lateralmente alla Chiesa Matrice, è una struttura del Seicento con un ampie entrate principali, restaurata sul finire del XX secolo. Si svolgono gran parte delle manifestazioni culturali e delle rappresentazioni teatrali cittadine.
Vennero rappresentate commedie degli autori accademici siciliani, del catanese Squillaci, del siracusano Arezzo e del palermitano Pandolfo e del Belando (detto il Cataldo siculo). Altre opere dei commediografi Maiorana, del Cavanna e dell'Errico, nominate ne La Babilonia distrutta, L'Occhiale appannato, Le Rivolte di Parnaso, Le Guerre di Parnaso, la tragedia Notte di Palermo e il melodramma La Dalila. Il teatro si rovinò con gli anni: difatti, per somma incuria e per mancati restauri, venne abbandonato sin dalla metà del Novecento e riebbe i suoi fasti solo agli inizi del nuovo millennio con un restauro integrale a opera della pubblica amministrazione.

### Musica

#### Banda musicale
Il primo corpo bandistico biancavillese nacque verso il 1862. Fino alla fine del secolo fu sovvenzionato dal Comune che ha provveduto ad ingaggiare illustri maestri provenienti da diverse parti della regione e anche oltre. A partire dai primi del '900 si sono succedute diverse organizzazioni che hanno gestito la banda musicale di Biancavilla, tra queste ricordiamo l'associazione "Vincenzo Bellini", guidata dal M° don Giosuè Chisari, che ha operato dal 1986 al 2003.
Dall'anno 2010 ad oggi la banda musicale di Biancavilla porta la denominazione di Orchestra di fiati "Arturo Toscanini" ed è diretta dal maestro biancavillese Carmelo Galizia.

#### Musica jazz
Biancavilla ospita da diversi anni un piccolo jazz club ("Etna Jazz Club"), che ha visto esibirsi anche artisti di fama internazionale.

### Media

#### Stampa
Fra le testate giornalistiche della carta stampata si annoverano: Biancavilla Notizie, edita negli anni '90 dal Comune, Bloc Notes della Pro Loco di Adrano, Symmachia dell'omonima associazione culturale.

#### Informazione online
Dal 2014 viene pubblicato il quotidiano online Biancavilla Oggi,, la prima testata sul web interamente dedicata alla cittadina etnea.
Nel 2016 nasce la testata online Yvii24.it - L'informazione ai piedi dell'Etna.

#### Radio
Nel corso degli anni a Biancavilla sono nate varie emittenti radiofoniche come Top Etna Radio (FM 90.6), Radio K2 (FM 92.1), Radio Antenna1 (FM 95.4) e Radio Studio 88 (FM 87,5) con programmazione spalmata sulle 24 ore, occupando diverse fasce orarie con musica, sport, intrattenimento e notizie.

#### Televisione
La TV biancavillese Video Star, fondata nel 1986 si occupa di cronaca, notizie e quant'altro riguardi Biancavilla, in tutti i suoi aspetti popolari e amministrativi.
A seguire, nel 2013, è stata fondata una nuova emittente televisiva, "YVII TV" che grazie ad una copertura regionale intrattiene il pubblico biancavillese e non solo, grazie anche ai vari format autoprodotti.

### Cucina
Biancavilla ha una sua produzione di prodotti di pasticceria e gastronomia;
tra di esse sono lo Scumuni, il gelato tradizionale di cioccolato e zabaione; le Granite di fabbricazione artigianale, il biscotto ricoperto di cioccolata chiamato bersagliere, e prodotti dolciari da forno come iris e cornetti; le paste di mandorla prodotte con mandorle e zucchero, la pasticceria mignon e cioccolateria prodotta dai pasticceri del luogo, i Cannoli siciliani, con crema, ricotta e canditi; le torte alla crema, guarnite a crema pasticcera, gli arancini le pizzette e la scacciata, fatta con formaggio tuma, e i mastazzoli, dolci siciliani fatti con ficodindia dell'Etna.

### Eventi

#### Feste patronali
- Nella prima settimana di ottobre, Biancavilla festeggia i suoi Santi Patroni. Altra festa per la Madonna dell'Elemosina (devozionale), si svolge l'ultima domenica di agosto.
- San Placido, Patrono e Protettore di Biancavilla dal 1709 si festeggia il 5 e 6 ottobre di ogni anno.
- Zenone antico Patrono di Biancavilla si venera Il 14 febbraio, e il 2 ottobre.
- Santa Maria dell'Elemosina, Titolare della Chiesa Madre, Protettrice e Regina di Biancavilla sin dalla fondazione, si festeggia l'ultima domenica di agosto e il 4 ottobre.

## Economia
Biancavilla è un grosso centro agricolo della provincia catanese. Estesi sono soprattutto i boschi, date le vicinanze al parco etneo, ma non mancano i pascoli permanenti, e aziende artigiane che operano nei settori alimentari, come nella produzione e commercio di mandorle, uva, agrumi, fichi d'India; aziende del vestiario, del mobilio, dei materiali da costruzione e diverse concessionarie automobilistiche.

### Agricoltura

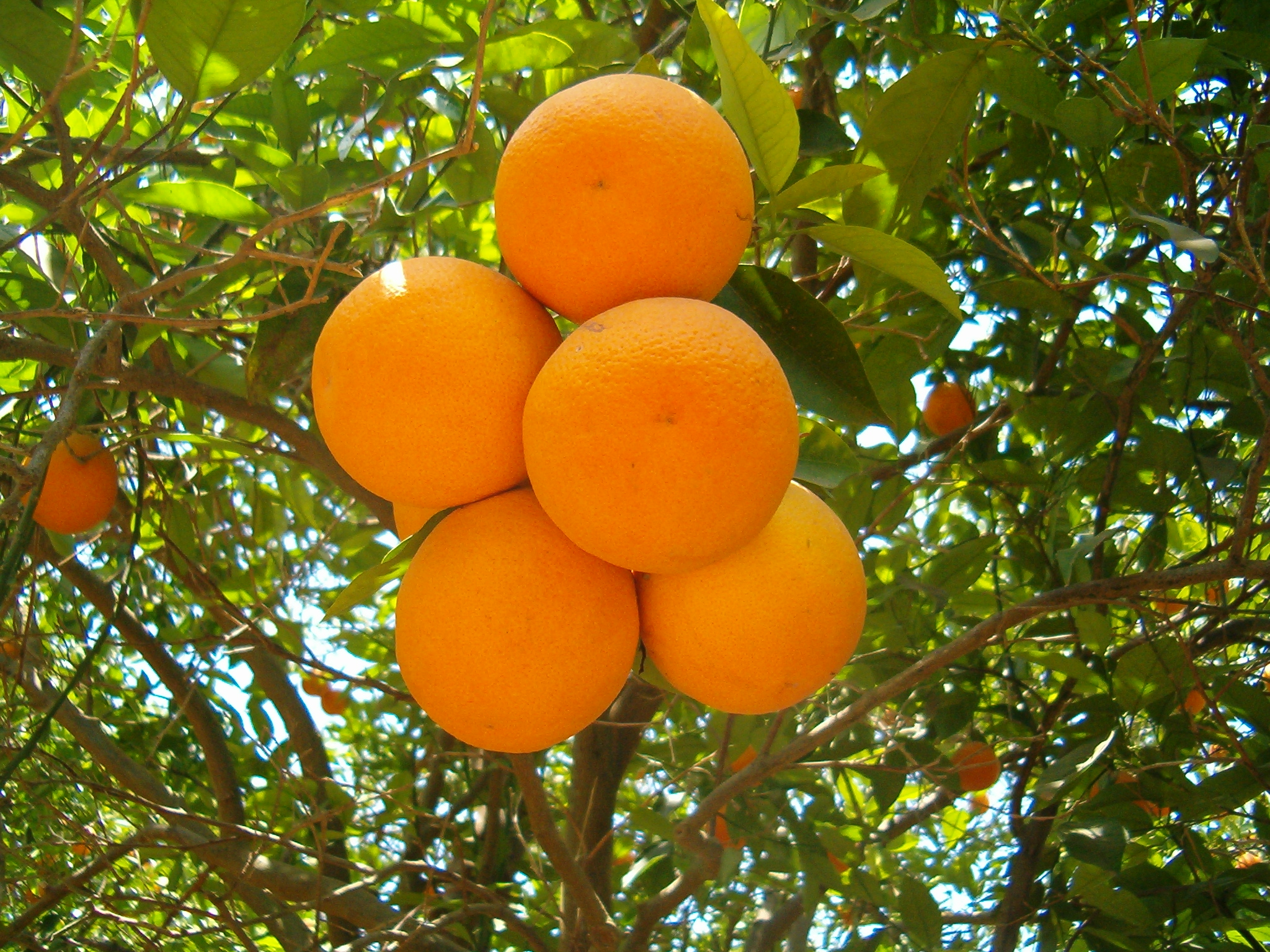
La varietà di arance rosse o Citrus x Sinensis, prodotte nel territorio

L'economia si basa principalmente sull'agricoltura; in particolare si producono ficodindia dell'Etna (ficurinnia) specialmente fioroni ottenuti da una seconda fioritura, sino agli anni settanta da mandorle dolci, le olive con la DOP Nocellara dell'Etna, le pregiate arance rosse, tarocchi e prodotti ortofrutticoli di notevole qualità. Ottima la produzione nel territorio di uve e vini da tavola come il pregiato Etna Rosso. La trasformazione dei prodotti avviene nei Palmenti e frantoi oleari del territorio a dare Olio d'oliva di qualità.
Sviluppato anche l'allevamento soprattutto di bovini, ovini, caprini e equini, dovuto alla presenza nel territorio di vasti pascoli a foraggio e fieno.

### Fiere e mercati
Nel mese di aprile si teneva una fiera agricola, mentre nel mese di luglio si teneva una fiera dell'artigianato locale di ampio interesse artistico regionale. Ogni mercoledì mattina si svolge il mercato settimanale locale.

### Turismo
Il piano commerciale - turistico mette in evidenza numerosi centri di ristorazione nel territorio, centri di lavorazione artigianale della pietra lavica, lavorazione della ceramica e vendita varia di oggetti artistici.
Dagli inizi degli anni novanta vi si è sviluppato il settore turistico, con la pineta, estesa fino a lambire la località di Serra la Nave e l'Osservatorio Astrofisico dell'Università degli Studi di Catania (a quota 1750 m) e i sentieri curati dall'Ente Parco dell'Etna. Sono presenti diversi alberghi e dei B&B.

## Infrastrutture e trasporti

### Strade
Strade extraurbane
Le strade extraurbane mettono in collegamento Biancavilla con Catania e i comuni pedemontani attraverso la SS 284 mentre il territorio a nord-ovest e sud-est verso i comuni di Adrano e Santa Maria di Licodia è collegato dalla SP 220-II, a nord dalla SP 80 verso la pineta (in lingua siciliana: ò voscu) e la stazione turistica del versante Sud dell'Etna. A sud dalla SP 44 verso il comune di Centuripe (EN). Il territorio a valle, verso il fiume Simeto, è collegato tramite la SS 121, a destra verso i comuni di Regalbuto, Troina (EN) e Nicosia (EN) e a sinistra verso le contrade Sferro e Schettino e la città di Paternò. Di recente costruzione la Circumvallazione Nord che collega velocemente Piazza Sgriccio con lo svincolo della SS 284.

Strade urbane
Le strade urbane di Biancavilla sono disposte a scacchiera, nella parte superiore il viale Cristoforo Colombo, (in lingua siciliana: circumvallazìoni) mentre nella parte inferiore le vie Innessa, viale Europa e via del Mietitore, (in lingua siciliana: quarteri spartiviali), assicurano la viabilità del perimetro del comune biancavillese. Inoltre il viale Cristoforo Colombo e la via Vittorio Emanuele, a sud-est, confluiscono nel viale Arti e Mestieri, collegando la SP 220-II, verso il comune di Santa Maria di Licodia. Dalla SS 284, tramite la SP 80 si arriva a piazza Roma, centro cittadino con la superba Pontificia Basilica di Santa Maria dell'Elemosina, attraverso le vie Marconi, via Mongibello e via San Giovanni Bosco. La via principale è la via Vittorio Emanuele che da sud-est a nord-ovest, ha inizio in viale Arti e Mestieri arrivando fino a piazza Sgriccio, immettendo al viale dei Fiori verso il comune di Adrano.

### Ferrovie
Biancavilla è servita dai treni e dalle autolinee della Ferrovia Circumetnea (F.C.E.) che dal 1898 attua il collegamento da e per Catania e verso Randazzo e Riposto. Il servizio ferroviario disponeva in origine di 2 stazioni, una principale posta in zona sud, e di una seconda in viale Cristoforo Colombo. Nel 2015 con l'ammodernamento della linea Paternò-Adrano, le stazioni sono aumentate a quattro: Poggio Rosso, Centro, Colombo e Pozzillo. Lungo via Cristoforo Colombo, invece, sono disposte le fermate del servizio gommato, con partenze mattutine e serali ad ogni ora. La linea ferroviaria nell'ultimo decennio è stata oggetto di ammodernamenti con interramento dei binari in galleria, nell'ambito del previsto potenziamento della Metropolitana di Catania tra il capoluogo e le città pedemontane. Il servizio è svolto tramite la Direzione di Esercizio in via Caronda a Catania e le numerose stazioni locali. A valle il territorio è attraversato dalla dismessa linea delle Ferrovie dello Stato Motta - Regalbuto che supera il fiume Simeto, in contrada "Ponte Barca di Biancavilla", attraverso un ardito ponte in curva ad archi costruito nel 1904 in cemento armato.

## Amministrazione
| Periodo          | Periodo          | Primo cittadino       | Partito                              | Carica  | Note          |
| ---------------- | ---------------- | --------------------- | ------------------------------------ | ------- | ------------- |
| 17 ottobre 1945  | 17 aprile 1946   | Antonio Sangiorgio    | Democrazia Cristiana                 | Sindaco |               |
| 17 aprile 1946   | 6 marzo 1953     | Salvatore Uccellatore | Democrazia Cristiana                 | Sindaco | [ 53 ]        |
| 20 marzo 1953    | 25 aprile 1956   | Giosuè Leocata        | Democrazia Cristiana                 | Sindaco |               |
| 25 aprile 1956   | 25 aprile 1960   | Giuseppe Pace         | Partito Comunista Italiano           | Sindaco |               |
| 30 giugno 1960   | giugno 1964      | Placido Laudani       | Democrazia Cristiana                 | Sindaco |               |
| 6 maggio 1989    | 23 febbraio 1990 | Giuseppe Viaggio      | Democrazia Cristiana                 | Sindaco | [ 54 ]        |
| 23 febbraio 1990 | 16 aprile 1991   | Andrea Laudani        |                                      | Sindaco | [ 54 ]        |
| 31 gennaio 1992  | 10 gennaio 1993  | Carmelo Nicolosi      | Democrazia Cristiana                 | Sindaco | [ 54 ]        |
| 4 settembre 1993 | 17 febbraio 1994 | Marcello Merlo        | Partito della Rifondazione Comunista | Sindaco | [ 54 ]        |
| 4 dicembre 1994  | 10 giugno 2003   | Pietro Manna          | Democratici di Sinistra              | Sindaco | [ 54 ] [ 55 ] |
| 10 giugno 2003   | 15 giugno 2008   | Mario Cantarella      | Alleanza Nazionale                   | Sindaco | [ 56 ]        |
| 2 luglio 2008    | 11 giugno 2018   | Giuseppe Glorioso     | Partito Democratico                  | Sindaco | [ 54 ]        |
| 13 giugno 2018   | in carica        | Antonio Bonanno       | Fratelli d'Italia                    | Sindaco | [ 54 ]        |

### Gemellaggi
La città di Biancavilla è recentemente gemellata con:
- Gap (Francia), dal 2010.
- Brescia, dal 2008.

## Sport

### Calcio
L'Accademia Sportiva Biancavilla nata nel 1965, dopo aver disputato per tanti consecutivi i campionati di Seconda Categoria, negli anni 90 venne promossa in Prima Categoria, rimanendoci fino alla sua scomparsa nel 2003.
La seconda squadra di Biancavilla fu l'ACS Scanderbeg fondata agli inizi degli anni 80 dopo aver militato per alcuni anni in terza categoria fu promossa prima in seconda categoria e successivamente fu la prima squadra di Biancavilla a raggiungere il campionato di prima categoria sfiorando la promozione in eccellenza nella stagione 94-95 classificandosi al secondo posto dietro il Troina. La società si sciolse a fine anni 90.
L'A.S.D. Biancavilla è stata la prima squadra biancavillese a raggiungere prima il campionato di Promozione a fine della stagione 2006-2007 per poi raggiungere l'Eccellenza a finire della stagione 2007-08, la squadra fondata nel 2005, era partita dalla Terza Categoria, ha giocato nel massimo campionato regionale per due anni consecutivi ad ottimi livelli prima che la squadra con tutta la sua dirigenza decidesse di trasferirsi ad Adrano con il nome di Biancadrano, l'anno dopo Adrano; infine, a partire dal campionato 2012-2013, la squadra è stata ceduta ad una cordata di imprenditori di Paternò.
L'A.S.D. Cometa Calcio Biancavilla 1990 (Dopo aver cambiato nome e presidente riconosciuta come: A.S.D. Calcio Biancavilla 1990) ha giocato nel campionato di Promozione, nel 2015/2016 arrivando prima in campionato e approdando così in Eccellenza. Nel campionato 2018-19 è riuscita a vincere la finale nazionale dei playoff contro il Canicattì e quindi è stata promossa in serie D. Alla terza stagione consecutiva in D 2021-22 è retrocessa in Eccellenza, dove nella stagione 2022-23 ha rinunciato a giocare.
È stata cinque stagioni associata al C.S.I., ufficialmente dal 1990 associata alla F.I.G.C..
Attualmente è rimasta come unica squadra di calcio maggiore l'A.S.D. Atletico Biancavilla che gioca nella stagione 2022-23 in Prima Categoria.

### Altri sport
Molto praticata è l'atletica leggera che con diverse associazioni ha raggiunto livelli eccezionali con la Marathon Club. L'unica infrastruttura sportiva comunale a disposizione per il calcio, l'atletica e il tennis è lo Stadio Comunale Orazio Raiti nato negli anni '60 del ventesimo secolo.